# 1936 في نيوزيلندا
فيما يلي قوائم الأحداث التي وقعت خلال عام 1936 في نيوزيلندا.

## رياضة
- 1 يناير – كأس نيوزيلندا 1936 الفائز Western A.F.C. [الإنجليزية]‏.

## مواليد

### يناير
- 1 يناير – بيتر نيكولز نحات نيوزيلندي.
- 1 يناير – ديفيد بوشامب
- 1 يناير – ستانلي بالمر فنان نيوزيلندي.
- 18 يناير – هيو أندرسون
- 22 يناير – دون ماكيفر ضابط نيوزيلندي.

### فبراير
- 15 فبراير – راسيل مارشال سياسي نيوزيلندي.

### مارس
- 14 مارس – بوب تشارلز لاعب غولف نيوزيلندي.
- 25 مارس – جوليان جاك عالم وظائف أعضاء نيوزيلندي.

### أبريل
- 9 أبريل – ماري ويب لاعبة كركيت نيوزيلندية.
- 22 أبريل – كيفن باري لاعب رغبي نيوزيلندي.
- 23 أبريل – جون دارسي لاعب كركيت نيوزيلندي.

### مايو
- 6 مايو – بات والش لاعب رغبي نيوزيلندي.

### يونيو
- 16 يونيو – غرايم بارو كاتب أسترالي.
- 18 يونيو – ديني هولم
- 21 يونيو – كولن نيكلسون

### يوليو
- 28 يوليو – دونالد إيغل درّاج طريق نيوزيلندي.

### أغسطس
- 5 أغسطس – بروس ستيوارت كاتب نيوزيلندي.
- 7 أغسطس – جوي كاولي كاتبة نيوزيلندية.
- 19 أغسطس – نورمان وودز
- 20 أغسطس – كيفن بريسكو لاعب رغبي نيوزيلندي.

### أكتوبر
- 23 أكتوبر – باري سنكلير لاعب كركيت نيوزيلندي.

### نوفمبر
- 9 نوفمبر – غراهام هامر
- 23 نوفمبر – ريكس بيكرينغ لاعب رغبي نيوزيلندي.

### ديسمبر
- 23 ديسمبر – بادي دونوفان ملاكم نيوزيلندي.

## وفيات

### يناير
- 1 يناير – سيدريك إيرول كار (مواليد 1892)
- 23 يناير – جيمس ميلز (مواليد 1847) سياسي بريطاني.

### مارس
- 4 مارس – آرثر هنري آدامز (مواليد 1872)
- 13 مارس – فرنسيس بيل (مواليد 1851) سياسي نيوزيلندي.

### مايو
- 11 مايو – فريدريك ماسون (مواليد 1881) لاعب كريكت نيوزلندي.

### يونيو
- 24 يونيو – فريدريك شابمان (مواليد 1849) محامي نيوزلندي.

### يوليو
- 8 يوليو – إرنست ساذرلاند (مواليد 1894)

### أغسطس
- 3 أغسطس – توم واتسون (مواليد 1874) لاعب كرة قدم أسترالية أسترالي.

### أكتوبر
- 15 أكتوبر – ألين بيل (مواليد 1870) سياسي نيوزيلندي.